# 驻马来西亚外交机构列表

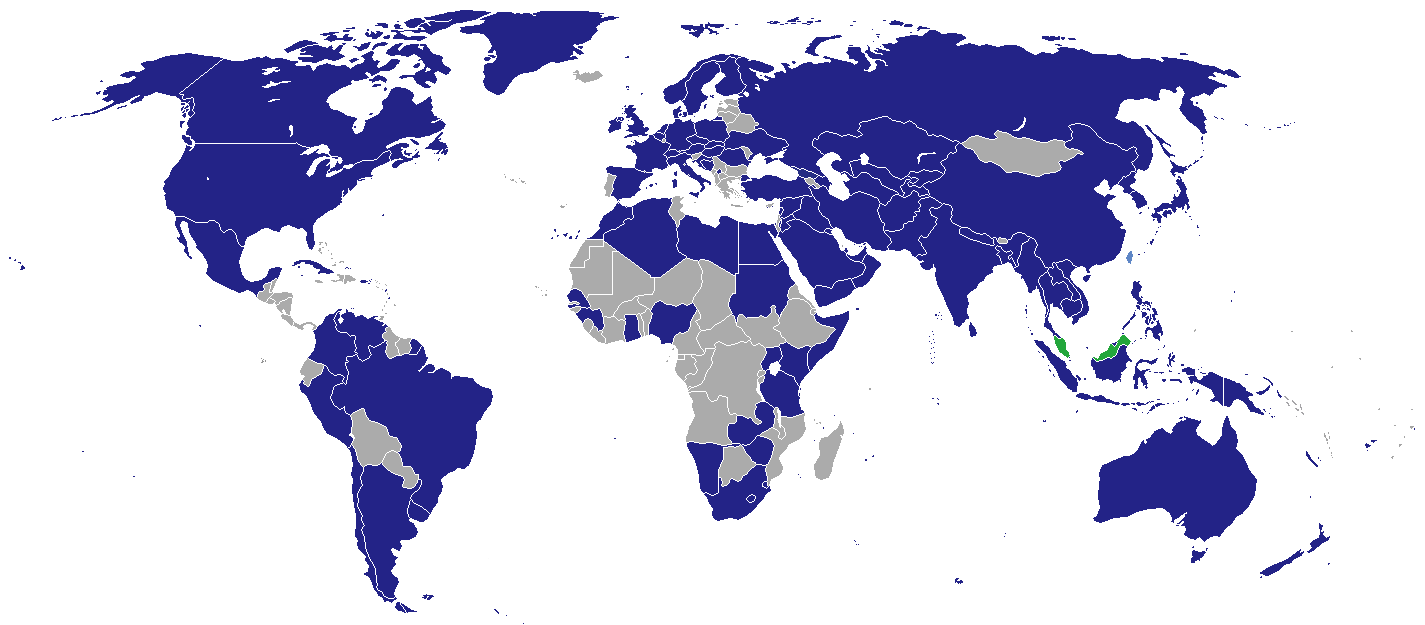
在马来西亚设有外交机构的国家

本列表为驻马来西亚外交机构列表。目前，外国在吉隆坡首都圈内设有大使馆共96处。本列表不包含驻马榮譽領事館，本條目所列之大使館級機構尚包含大英國協各國駐馬高级专员公署。

## 大使馆
| 国家           | 双边关系                          | 机构性质     | 州                        | 官方网站                                                |
| -------------- | --------------------------------- | ------------ | ------------------------- | ------------------------------------------------------- |
| 阿富汗         | 阿富汗—马来西亚关系               | 大使馆       | 吉隆坡敦拉薩路            | 阿富汗驻马大使馆官网 （页面存档备份，存于）             |
| 阿尔及利亚     | 阿尔及利亚—马来西亚关系           | 大使馆       | 吉隆坡靠近拿督克拉末站处  | 阿尔及利亚驻马大使馆官网 （页面存档备份，存于）         |
| 阿根廷         | 阿根廷—马来西亚关系               | 大使馆       | 吉隆坡武吉免登路          | 阿根廷外交部官网 （页面存档备份，存于）                 |
|                | 澳大利亚—马来西亚关系             | 高級專員公署 | 吉隆坡叶观盛路            | 澳大利亚驻马高级专员公署官网 （页面存档备份，存于）     |
| 奥地利         | 奥地利—马来西亚关系               | 大使馆       | 吉隆坡拉惹朱兰路          | 奥地利驻马大使馆官网 （页面存档备份，存于）             |
|                | 阿塞拜疆—马来西亚关系             | 大使馆       | 雪蘭莪安邦                | 阿塞拜疆驻马大使馆官网 （页面存档备份，存于）           |
|                | 孟加拉国—马来西亚关系             | 高級專員公署 | 吉隆坡文良港彭亨路        | 孟加拉国驻马高级专员公署官网                            |
| 比利时         | 比利时—马来西亚关系               | 大使馆       | 吉隆坡敦拉萨路            | 比利时驻马大使馆官网                                    |
|                | 馬來西亞—波斯尼亞和黑塞哥維那關係 | 大使馆       | 吉隆坡Bellamy路           | 波黑外交部官网 （页面存档备份，存于）                   |
| 巴西           | 巴西—马来西亚关系                 | 大使馆       | 吉隆坡敦拉萨路            | 巴西驻马大使馆官网 （页面存档备份，存于）               |
|                | 汶莱—马来西亚关系                 | 高級專員公署 | 布城第十五区              | 汶莱外交部官网                                          |
| 柬埔寨         | 柬埔寨—马来西亚关系               | 大使馆       | 吉隆坡宇丹路              | 柬埔寨驻马大使馆官网                                    |
| 加拿大         | 加拿大—马来西亚关系               | 高級專員公署 | 吉隆坡敦拉萨路            | 加拿大驻马高级专员公署官网 （页面存档备份，存于）       |
| 智利           | 智利—马来西亚关系                 | 大使馆       | 吉隆坡拉惹朱兰路          | 智利驻马大使馆官网 （页面存档备份，存于）               |
| 中华人民共和国 | 中国—马来西亚关系                 | 大使馆       | 吉隆坡安邦路              | 中国驻马大使馆官网 （页面存档备份，存于）               |
| 哥伦比亚       | 哥伦比亚—马来西亚关系             | 大使馆       | 吉隆坡槟榔路              | 哥伦比亚驻马大使馆官网 （页面存档备份，存于）           |
|                | 克罗地亚—马来西亚关系             | 大使馆       | 吉隆坡敦拉萨路            | 克罗地亚外交部官网 （页面存档备份，存于）               |
| 古巴           | 古巴—马来西亚关系                 | 大使馆       | 吉隆坡达迈路              | 古巴驻马大使馆官网 （页面存档备份，存于）               |
| 捷克           | 捷克—马来西亚关系                 | 大使馆       | 吉隆坡敦拉萨路            | 捷克驻马大使馆官网 （页面存档备份，存于）               |
| 埃及           | 埃及—马来西亚关系                 | 大使馆       | 吉隆坡安邦路              | 埃及驻马大使馆官网 （页面存档备份，存于）               |
| 芬兰           | 芬兰—马来西亚关系                 | 大使馆       | 吉隆坡安邦路              | 芬兰驻马大使馆官网 （页面存档备份，存于）               |
| 法國           | 法国—马来西亚关系                 | 大使馆       | 吉隆坡敦拉萨路            | 法国驻马大使馆官网 （页面存档备份，存于）               |
|                | 格鲁吉亚—马来西亚关系             | 大使馆       | 吉隆坡安邦路              | 格鲁吉亚驻马大使馆官网                                  |
| 德国           | 德国—马来西亚关系                 | 大使馆       | 吉隆坡敦拉萨路            | 德国驻马大使馆官网 （页面存档备份，存于）               |
|                | 加纳—马来西亚关系                 | 高級專員公署 | 吉隆坡拉惹朱兰路          | 加纳驻马高级专员公署官网 （页面存档备份，存于）         |
| 几内亚         | 几内亚—马来西亚关系               | 大使馆       | 吉隆坡安邦 Hilir路        | 暂无网站                                                |
| 聖座           | 圣座—马来西亚关系                 | 聖座大使館   | 吉隆坡燕美路              | 圣座驻马来西亚使节官网 （页面存档备份，存于）           |
| 匈牙利         | 匈牙利—马来西亚关系               | 大使馆       | 吉隆坡拉惹朱兰路          | 匈牙利驻马大使馆官网 （页面存档备份，存于）             |
| 印度           | 印度—马来西亚关系                 | 高級專員公署 | 吉隆坡满家乐              | 印度驻马高级专员公署官网                                |
| 印度尼西亞     | 印度尼西亚—马来西亚关系           | 大使馆       | 吉隆坡敦拉萨路            | 印尼驻马大使馆官网 （页面存档备份，存于）               |
| 伊朗           | 伊朗—马来西亚关系                 | 大使馆       | 吉隆坡宇丹路              | 伊朗驻马大使馆官网 （页面存档备份，存于）               |
| 伊拉克         | 伊拉克—马来西亚关系               | 大使馆       | 吉隆坡敦拉萨路            | 伊拉克驻马大使馆官网                                    |
| 爱尔兰         | 爱尔兰—马来西亚关系               | 大使馆       | 吉隆坡安邦路              | 爱尔兰驻马大使馆官网 （页面存档备份，存于）             |
| 義大利         | 意大利—马来西亚关系               | 大使馆       | 吉隆坡宇丹路              | 意大利驻马大使馆官网 （页面存档备份，存于）             |
| 日本           | 日本—马来西亚关系                 | 大使馆       | 吉隆坡敦拉萨路            | 日本驻马大使馆官网 （页面存档备份，存于）               |
| 约旦           | 约旦—马来西亚关系                 | 大使馆       | 吉隆坡安邦 Hilir路        | 约旦驻马大使馆官网 （页面存档备份，存于）               |
|                | 馬來西亞—哈薩克關係               | 大使馆       | 吉隆坡安邦 Hilir路        | 哈萨克驻马大使馆官网 （页面存档备份，存于）             |
|                | 肯尼亚—马来西亚关系               | 高級專員公署 | 吉隆坡宇丹路              | 肯亚驻马高级专员公署官网 （页面存档备份，存于）         |
|                | 韩国—马来西亚关系                 | 大使馆       | 吉隆坡安邦路              | 韩国驻马大使馆官网 （页面存档备份，存于）               |
| 科索沃         | 科索沃—馬來西亞關係               | 大使馆       | [ 40 ]                    |                                                         |
| 科威特         | 科威特—马来西亚关系               | 大使馆       | 吉隆坡敦拉萨路            | 科威特外交部官网 （页面存档备份，存于）                 |
|                | 馬來西亞—吉爾吉斯關係             | 大使馆       | 吉隆坡拉惹朱兰路          | 吉尔吉斯驻马大使馆官网                                  |
|                | 马来西亚—老挝关系                 | 大使馆       | 吉隆坡达迈路              | 寮国外交部官网 （页面存档备份，存于）                   |
| 黎巴嫩         | 黎巴嫩—马来西亚关系               | 大使馆       | 吉隆坡安邦 Hilir路        | 黎巴嫩驻马大使馆官网                                    |
| 利比亞         | 利比亚—马来西亚关系               | 大使馆       | 吉隆坡宇丹路              | 利比亚驻马大使馆官网 （页面存档备份，存于）（阿拉伯语） |
| 馬爾地夫       | 马尔代夫—马来西亚关系             | 大使馆       | 吉隆坡敦拉萨路            | 马尔代夫驻马大使馆官网 （页面存档备份，存于）           |
| 模里西斯       | 马来西亚—毛里求斯关系             | 高級專員公署 | 吉隆坡安邦路              | 毛里求斯驻马大使馆官网                                  |
| 墨西哥         | 马来西亚—墨西哥关系               | 大使馆       | 吉隆坡敦拉萨路            | 墨西哥驻马大使馆官网 （页面存档备份，存于）（西班牙语） |
| 摩洛哥         | 马来西亚—摩洛哥关系               | 大使馆       | 吉隆坡安邦路              | 摩洛哥外交部官网                                        |
| 緬甸           | 马来西亚—缅甸关系                 | 大使馆       | 吉隆坡安邦 Hilir路        | 缅甸驻马大使馆官网                                      |
| 纳米比亚       | 马来西亚—纳米比亚关系             | 高級專員公署 | 吉隆坡嘉炳路              | 纳米比亚驻马高级专员公署官网 （页面存档备份，存于）     |
| 尼泊尔         | 马来西亚—尼泊尔关系               | 大使馆       | 吉隆坡安邦路              | 尼泊尔驻马大使馆官网 （页面存档备份，存于）             |
| 荷蘭           | 马来西亚—荷兰关系                 | 大使馆       | 吉隆坡安邦路              | 荷兰驻马大使馆官网（你与荷兰） （页面存档备份，存于）   |
| 新西兰         | 马来西亚—新西兰关系               | 高級專員公署 | 吉隆坡苏丹依斯迈路        | 新西兰驻马高级专员公署官网 （页面存档备份，存于）       |
| 奈及利亞       | 马来西亚—尼日利亚关系             | 高級專員公署 | 吉隆坡安邦 Hilir路        | 尼日利亚驻马高级专员公署官网 （页面存档备份，存于）     |
| 挪威           | 马来西亚—挪威关系                 | 大使馆       | 吉隆坡敦拉萨路            | 挪威驻马大使馆官网 （页面存档备份，存于）               |
| 阿曼           | 马来西亚—阿曼关系                 | 大使馆       | 吉隆坡安邦 Hilir路        | 阿曼驻马大使馆官网 （页面存档备份，存于）               |
| 巴基斯坦       | 马来西亚—巴基斯坦关系             | 高級專員公署 | 吉隆坡安邦路              | 巴基斯坦驻马高级专员公署官网 （页面存档备份，存于）     |
| 巴勒斯坦       | 马来西亚—巴勒斯坦关系             | 大使馆       | 吉隆坡宇丹路              | 巴勒斯坦驻马大使馆官网（阿拉伯语）                      |
|                | 马来西亚—巴布亚新几内亚关系       | 高級專員公署 | 吉隆坡宇丹路              | 巴布亚新几内亚驻马高级专员公署官网                      |
| 秘魯           | 马来西亚—秘鲁关系                 | 大使馆       | 吉隆坡安邦路              | 秘鲁外交部官网 （页面存档备份，存于）                   |
| 菲律賓         | 马来西亚—菲律宾关系               | 大使馆       | 吉隆坡嘉柄路              | 菲律宾驻马大使馆官网 （页面存档备份，存于）             |
| 波蘭           | 马来西亚—波兰关系                 | 大使馆       | 吉隆坡达迈路              | 波兰驻马大使馆官网                                      |
|                | 卡塔尔—马来西亚关系               | 大使馆       | 吉隆坡安邦 Hilir路        | 卡塔尔驻马大使馆官网 （页面存档备份，存于）             |
| 羅馬尼亞       | 马来西亚—罗马尼亚关系             | 大使馆       | 吉隆坡达迈路              | 罗马尼亚驻马大使馆官网 （页面存档备份，存于）           |
| 俄羅斯         | 马来西亚—俄罗斯关系               | 大使馆       | 吉隆坡安邦路              | 俄罗斯驻马大使馆官网 （页面存档备份，存于）             |
| 沙烏地阿拉伯   | 马来西亚—沙特阿拉伯关系           | 大使馆       | 吉隆坡安邦路              | 沙特阿拉伯驻马大使馆官网                                |
| 塞内加尔       | 马来西亚—塞内加尔关系             | 大使馆       | 吉隆坡宇丹路              | 塞内加尔驻马大使馆官网                                  |
| 新加坡         | 马来西亚—新加坡关系               | 高級專員公署 | 吉隆坡敦拉萨路            | 新加坡驻马高级专员公署官网 （页面存档备份，存于）       |
| 所罗门群岛     | 马来西亚—所罗门群岛关系           | 高級專員公署 | 吉隆坡安邦路              | 所罗门群岛外交部官网 （页面存档备份，存于）             |
|                | 马来西亚—索马里关系               | 大使馆       | 吉隆坡达迈路              | 索马里驻马大使馆官网 （页面存档备份，存于）             |
| 南非           | 马来西亚—南非关系                 | 高級專員公署 | 吉隆坡嘉柄路              | 南非驻马高级专员公署官网 （页面存档备份，存于）         |
| 西班牙         | 马来西亚—西班牙关系               | 大使馆       | 吉隆坡敦拉萨路            | 西班牙驻马大使馆官网                                    |
| 斯里蘭卡       | 马来西亚—斯里兰卡关系             | 高級專員公署 | 吉隆坡安邦 Hilir路        | 斯里兰卡驻马高级专员公署官网 （页面存档备份，存于）     |
| 苏丹           | 马来西亚—苏丹关系                 | 大使馆       | 雪蘭莪安邦                | 苏丹驻马大使馆官网                                      |
|                | 马来西亚—斯威士兰关系             | 高級專員公署 | 吉隆坡安邦路              | 斯威士兰驻马高级专员公署官网 （页面存档备份，存于）     |
| 瑞典           | 马来西亚—瑞典关系                 | 大使馆       | 吉隆坡敦拉萨路            | 瑞典驻马大使馆官网                                      |
| 瑞士           | 马来西亚—瑞士关系                 | 大使馆       | 吉隆坡Persiaran Madge     | 瑞士驻马大使馆官网 （页面存档备份，存于）               |
| 叙利亚         | 马来西亚—叙利亚关系               | 大使馆       | 吉隆坡宇丹路              | 叙利亚驻马大使馆官网 （页面存档备份，存于）（阿拉伯语） |
|                | 马来西亚—塔吉克关系               | 大使馆       | 雪蘭莪安邦                | 塔吉克驻马大使馆官网                                    |
| 坦桑尼亚       | 马来西亚—坦桑尼亚关系             | 高級專員公署 | 吉隆坡宇丹路              | 坦桑尼亚驻马高级专员公署官网 （页面存档备份，存于）     |
| 泰國           | 马来西亚—泰国关系                 | 大使馆       | 吉隆坡安邦路              | 泰国驻马大使馆官网 （页面存档备份，存于）（泰语）       |
| 东帝汶         | 马来西亚—东帝汶关系               | 大使馆       | 吉隆坡安邦 Hilir路        | 东帝汶政府官网 （页面存档备份，存于）                   |
| 土耳其         | 马来西亚—土耳其关系               | 大使馆       | 吉隆坡敦拉萨路            | 土耳其驻马大使馆官网 （页面存档备份，存于）             |
|                | 马来西亚—土库曼关系               | 大使馆       | 吉隆坡敦拉萨路            | 土库曼驻马大使馆官网                                    |
| 乌克兰         | 马来西亚—乌克兰关系               | 大使馆       | 吉隆坡敦拉萨路            | 乌克兰驻马大使馆官网 （页面存档备份，存于）             |
| 阿联酋         | 马来西亚—阿联酋关系               | 大使馆       | 吉隆坡Persiaran安邦 Hilir | 阿联酋驻马大使馆官网 （页面存档备份，存于）             |
| 英国           | 马来西亚—英国关系                 | 高級專員公署 | 吉隆坡安邦路              | 英国驻马高级专员公署官网 （页面存档备份，存于）         |
| 美国           | 马来西亚—美国关系                 | 大使館       | 吉隆坡敦拉萨路            | 美国驻马大使馆官网 （页面存档备份，存于）               |
| 乌拉圭         | 马来西亚—乌拉圭关系               | 大使馆       | 吉隆坡比·南利路           | 乌拉圭外交部官网 （页面存档备份，存于）（西班牙语）     |
|                | 马来西亚—乌兹别克关系             | 大使馆       | 雪蘭莪安邦                | 乌兹别克驻马大使馆官网 （页面存档备份，存于）           |
| 委內瑞拉       | 马来西亚—委内瑞拉关系             | 大使馆       | 吉隆坡敦拉萨路            | 委内瑞拉驻马大使馆官网                                  |
| 越南           | 马来西亚—越南关系                 | 大使馆       | 吉隆坡Persiaran Stonor    | 越南政府官网 （页面存档备份，存于）（中文）             |
| 葉門           | 马来西亚—也门关系                 | 大使馆       | 吉隆坡安邦 Hilir路        | 也门驻马大使馆官网                                      |
| 辛巴威         | 马来西亚—津巴布韦关系             | 大使馆       | 雪蘭莪安邦                | 津巴布韦外交部官网 （页面存档备份，存于）               |

## 驻马代表处
| 组织             | 双边关系              | 机构性质 | 州               | 官方网站                                  |
| ---------------- | --------------------- | -------- | ---------------- | ----------------------------------------- |
| 中華民國（臺灣） | 中华民国—马来西亚关系 | 辦事處   | 吉隆坡武吉免登路 | 办事处官网 （页面存档备份，存于）         |
| 欧盟             | 马来西亚—欧盟关系     | 代表团   | 吉隆坡敦拉萨路   | 欧盟驻马代表团官网 （页面存档备份，存于） |

## 总领事馆
| 国家名称   | 驻地           | 领区                       | 达成协议日期             | 官网                                |
| ---------- | -------------- | -------------------------- | ------------------------ | ----------------------------------- |
|            | 亚庇           | 沙巴                       |                          | 官网                                |
| 古晋       | 砂拉越         |                            | 官网                     |                                     |
| 中国       | 乔治市（槟城） | 北马                       | 2015年12月22日           | 官网                                |
| 中国       | 亚庇           | 沙巴、纳闽                 | 2015年4月27日            | 官网                                |
| 中国       | 古晋           | 砂拉越                     | 1994年7月                | 官网                                |
| 印度尼西亞 | 乔治市         | 北马                       | 1967年7月1日（委任馆长） | 官网 （页面存档备份，存于）         |
| 印度尼西亞 | 新山市         | 南马、彭亨                 |                          | 官网 （页面存档备份，存于）         |
| 印度尼西亞 | 亚庇           | 沙巴西部                   |                          | 官网 （页面存档备份，存于）         |
| 印度尼西亞 | 古晋           | 砂拉越                     |                          | 官网 （页面存档备份，存于）         |
| 印度尼西亞 | 斗湖           | 沙巴东部                   |                          | 官网 （页面存档备份，存于）         |
| 日本       | 乔治市         | 北马、霹雳、吉兰丹和登嘉楼 |                          | 官网 （页面存档备份，存于）         |
| 日本       | 亚庇           | 东马                       |                          | 官网 （页面存档备份，存于）         |
| 新加坡     | 新山市         | 南马                       | 2010年1月4日（启用）     | 官网 （页面存档备份，存于）         |
| 泰國       | 乔治市         | 北马                       |                          | 官网 （页面存档备份，存于）（泰语） |
| 泰國       | 哥打峇鲁       | 吉兰丹                     | 1966年5月1日             | 官网 （页面存档备份，存于）（泰语） |

## 未设使馆国家
下表所列城市為馬來西亞邦交國駐第三國大使館（兼駐馬大使館）所在地。
| - 曼谷 - 蒙古国 - 巴拿马 - 葡萄牙 - 北京 - 刚果共和国 - 马拉维 - 雅加达 - 亞美尼亞 - 保加利亚 - 希腊 - 毛里塔尼亚 - 莫桑比克 - 塞爾維亞 - 斯洛伐克 - 突尼西亞 - 新德里 - 賽普勒斯 - 冰島 - 北馬其頓 - 巴拉圭 - 乌干达 - 尚比亞 | - 维拉港 - 圣马力诺 - 圣马力诺 - 首尔 - 薩爾瓦多 - - 东京 - 玻利维亚 - 布吉納法索 - 牙买加 - 立陶宛 - 密克羅尼西亞聯邦 - 尼加拉瓜 - 瓦莱塔 - 馬爾他 - 维多利亚 - 塞舌尔 |

## 前大使馆
- 阿尔巴尼亚
- 玻利维亚[112]
- [113]
- 高棉共和國
- （朝鲜驻马来西亚大使馆（朝鲜语：주말레이시아 조선민주주의인민공화국 대사관））
- 南越（越南共和國駐馬來西亞大使館）
- 所罗门群岛
- 斯洛伐克

## 外部連結
- 马来西亚外交部 （页面存档备份，存于）
- 驻马来西亚外交机构一览表（英文）（包括荣誉领事馆）